# SevdahBABY
Milan Stanković (Niš, 6. februar 1980), poznatiji pod pseudonimom SevdahBABY (transkr. Sevdahbejbi), srpski je muzičar, muzički producent i di-džej.
Širu popularnost stekao je remiksima nekoliko poznatih srpskih pesama. Kao SevdahBABY DJ od 2007. godine nastupao je po brojnim klubovima u Beogradu, Novom Sadu, Kraljevu i Nišu, kao i na Exit festivalu 2007. i 2009. godine. Pod pseudonimom Brutt Van Daal učestvovao je na tri internacionalna takmičenja u remiksovanju i dva puta pobedio (Bear Who? — Beatbox Remix Contest 2007. i Olav Basoski Remix Contest 2008). Sa pesmom Previše reči takmičio se na Beoviziji 2009. Njegova pesma Yo!hambin 91 je, prema glasovima čitalaca Popboksa, proglašena najboljim srpskim singlom u 2009. godini.
Milan Stanković je diplomirao na Arhitektonskom fakultetu u Beogradu i je radio kao arhitekta i 3D umetnik punih pet godina.

## Diskografija

### Studijski albumi
- Ganc novi FUNK! (2010)
- (2011)
- (2011)
- Sega mega, ti i ja (2013)
- Dekameron (2020)

### izdanja
- Turbo fonk (2011)

### Učešća na kompilacijama
- Tu pa tam OST (2005)
- (2005) — pesma
- (2006) — pesma
- (2006) — pesma
- Beovizija 2009. (2009) — pesma Previše reči (sa Mikijem Elementom)
- (2013) — pesma Superheroes (sa Djixx)

## Učešća na festivalima (takmičarski program)
- Beovizija 2009. — Previše reči (sa Mikijem Elementom)
- Beovizija 2018. — Hajde da igramo sada

## Spoljašnje veze
- Zvanični veb-sajt
- na sajtu Bendkemp
- na sajtu
- na sajtu
- na sajtu
- na sajtu
- na sajtu